# 红眼先啸鹟
红眼先啸鹟（学名：Pachycephala rufogularis）是啸鹟科啸鹟属的一种，为澳大利亚的特有种。全球活动范围约为102,000平方千米。该物种的保护状况被评为近危。
红眼先啸鹟的平均体重约为36.6克。栖息地为地中海型疏灌丛。